# Parques Nacionales del lago Turkana
Parques Nacionales del lago Turkana es un grupo de 3 parques nacionales situados alrededor del lago Turkana en Kenia. Fue inscrito como Patrimonio de la Humanidad por la UNESCO en 1997 y ampliado en 2001. Las razones de la importancia del parque incluyen su uso como punto de parada para las aves migratorias, como caldo de cultivo para el cocodrilo del Nilo, hipopótamos y serpientes. También contiene fósiles en los yacimientos de Koobi Fora que son únicos en el mundo. Los Parques Nacionales del Lago Turkana consisten en el parque nacional Sibiloi y dos islas en el lago Turkana (Isla Central e Isla Sur).